# Хюи Фюри
Хюи Люис Фюри (на английски: Hughie Lewis Fury; роден на 18 септември 1994 година) е британски професионален боксьор тежка категория.
Като аматьор представлява Англия на световното младежко първенство 2012, печели златен медал в супер тежката категория и става първия британски боксьор, който го е постигнал.

## Ранен живот
Хюи Люис Фюри е роден на 18 септември 1994 г. в Стокпорт, Голям Манчестър, Англия, в семейство с ирландски произход. Той е братовчед на Тайсън Фюри – двамата са заявили, че се стремят да се превърнат в „Новите Братя Кличко“ и да доминират в тежката категория. Те са обучени от Питър Фюри – бащата на Хюи.

## Аматьорска кариера
През 2012 г. Хюи Фюри представлява Англия на световното младежко първенство в Ереван. Печели златен медал в супер тежка категория и става първия британски боец, който го е постигнал.

## Професионален бокс
- WBO междуконтинентален шампион в тежка категория (1 път)
- Златен медалист в супер тежка категория (световно младежко първенство 2012)